# カヴィテ
カヴィテ(Cavite City)は、フィリピンの都市。カヴィテ州に属する。人口101,120人（2010年）。マニラ湾に突き出た半島に位置する。長くアメリカ軍の軍港があったが1970年に返還された。

## 出身人物
- エミリオ・アギナルド - フィリピン第一共和国の初代大統領
- ウィルス・ポータシオ - アメリカン・コミックのアーティスト